# Phalanta denosa
Phalanta denosa är en fjärilsart som beskrevs av Hans Fruhstorfer 1912. Phalanta denosa ingår i släktet Phalanta och familjen praktfjärilar. Inga underarter finns listade i Catalogue of Life.